# Alexander Günsberg

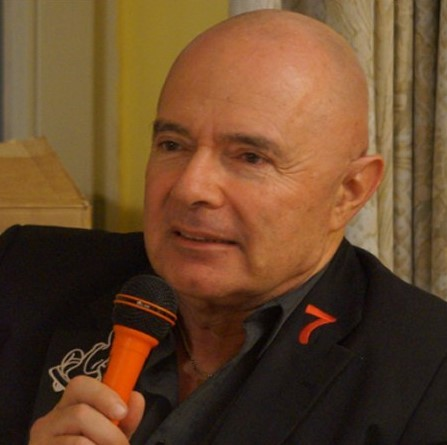
Alexander Günsberg (2016)

Alexander Günsberg (geboren am 12. Januar 1952 in Mailand) ist ein österreichisch-schweizerischer Schriftsteller, Verleger und Schach-Promotor.

## Leben
Alexander Günsberg wuchs in Mailand, Wien und Zürich auf. Sein Vater Max Günsberg (1920–1976) floh vor der nationalsozialistischen Verfolgung nach Hitlers Einmarsch in Österreich 1938 (Anschluss Österreichs) aus Wien in die Schweiz und war einer der vom St. Galler Polizeihauptmann Paul Grüninger geretteten Wiener Juden. Die Mutter Ilona Netzer (1919–2003) kam 1937 aus Ungarn als Au-Pair-Mädchen in die Schweiz. Sie ignorierte 1938 den Ausweisungsbefehl und lebte illegal in Zürich. 1940 erhielt sie Flüchtlingsstatus in der Schweiz. Günsbergs Großmutter väterlicherseits wurde mit ihrer elfjährigen Tochter 1941 im Wald bei Maly-Trostinez von der SS erschossen. Von den vierzig Mitgliedern der Familie der Mutter wurden dreiunddreißig 1944 in Auschwitz ermordet.
Günsberg erlangte die Hochschulreife (Matura) 1971 in Zürich. Er studierte Geschichte, Germanistik und Psychologie an den Universitäten von Zürich und Basel.
Von 1968 bis 1970 war er Chefredakteur des Darkenu Chadasch, der Monatszeitschrift des jüdischen Jugendbundes Bnei Akiva in Zürich. 1974 gewann er den Literaturpreis für Kurzgeschichten des Kantons Baselland. Seine Erzählung Aufstieg wurde im Band Ausgezeichnete Geschichten veröffentlicht. Für die Jüdische Rundschau Makkabi schrieb er politische und literarische Beiträge (u. a. So nicht, Herr Augstein und das Gedicht Du Volk der Juden)
Von 1976 bis 1981 war er ein bekannter Schmuckgroßhändler in Österreich. Ab 1981 war er als Immobilienpromotor in der Schweiz und in den USA tätig. Seit 2016 wandte er sich wieder der Tätigkeit als Autor zu. Seine Bücher wurden in mehreren Sprachen publiziert. Die bekanntesten sind die Sammlung authentischer Berichte aus dem Holocaust Was die Väter erzählten, das autobiographische Buch Wiener Geschäfte und die Romane Die Akte Eisenstadt, Tanz der Vexiere und Mischa Turow.
2020 gründete Günsberg den ABER Literatur- und Geschichtsverlag in Wilen bei Zürich. Verlegt werden sollen Romane, Bücher zu geschichtlichen Themen und Biographien. Geplant ist für 2020 die Veröffentlichung der von Günsberg herausgegebenen und von Alexander Pavlenko und Astrid Saalmann illustrierten Kunst-Kassette Die Welt der Juden in 3 Bänden.
Alexander Günsberg war von 1989 bis 1992 Vizepräsident der Basler Schachgesellschaft und veranstaltete das Simultanmatch Karpov gegen 1000 im Hotel Hilton in Basel, bei dem der damalige Schach-Weltmeister Anatoli Jewgenjewitsch Karpow erstmals nach der Auflösung der Sowjetunion an einer Großveranstaltung im westlichen Ausland auftrat. 1996 gründete er den Schachclub Club échec Crans-Montana in Crans-Montana, dessen Präsident er von 1996 bis 2003 war. 2016 gründete Günsberg den Schach- und Kunstclub Cercle d’échecs et d’art valaisan, dessen Präsident er seit Gründung ist. Er hat zahlreiche Schachturniere organisiert, u. a. einundzwanzig Mal die Walliser Amateur-Schachmeisterschaft und drei Internationale Open von Crans-Montana, bei denen auch bekannte Großmeister mitspielten (u. a. Toni Miles, Wolodymyr Tukmakow, Thomas Luther). Er ist Kapitän mehrerer Schachmannschaften, die in der Schweizer Mannschaftsmeisterschaft, der Schweizer Gruppenmeisterschaft und der Walliser Mannschaftsmeisterschaft spielen. Zu seinen Spielern zählen u. a. die Großmeister Vadim Milov, Yannick Pelletier, Igor Khenkin, Christian Bauer und Spyridon Skembris. 2015 wurde eine Schachpartie gegen ihn bei einer Wohltätigkeitsveranstaltung der Kasparov-Foundation in Genf, an der auch Garri Kimowitsch Kasparow auftrat, für 3000 Euro versteigert.
Alexander Günsberg war 5 Mal verheiratet. Heute lebt er mit seiner Frau Natalya in Wilen bei Zürich und in der Nähe von Crans-Montana in den Walliser Bergen. Er ist Vater von sechs Kindern, die zwischen 1976 und 2012 geboren wurden.
2020 stiftete Alexander Günsberg den ABER Literaturpreis. Der Preis soll an Autoren vergeben werden, die sich in ihren Schriften um die Erinnerung des Holocaust verdient machen. Der Wettbewerb 2020 ist für Kurzgeschichten zum Thema 'aber' ausgeschrieben. Juroren sind u. a. Edita Koch, Roman Grinberg, Gerhard Haase-Hindenberg, Slobodan Despot, Myriam Halberstam.

## Veröffentlichungen
- Aufstieg, Literaturpreis für Kurzgeschichten des Kantons Baselland 1974, veröffentlicht im Band Ausgezeichnete Geschichten, LÜDIN Verlag Basel, 1975 Geschichten über Liebe, Krieg und Schach, Kurzgeschichten, Verlag Tredition, 2016, ISBN 978-3-7345-4659-4.
- Von der Liebe und vom Teufel: 11 unglaubliche, aber wahre Kurzgeschichten. Verlag Tredition, Hamburg 2016, ISBN 978-3-7345-5490-2, urn:nbn:de:101:1-2016091911066.
- Wiener Geschäfte: Erotische und geschäftliche Episoden aus meinem Leben in Wien und Umgebung. Verlag Tredition, Hamburg 2016, ISBN 978-3-7345-6342-3, urn:nbn:de:101:1-201610318989.
- Amour, Guerre et Echecs: 16 nouvelles à couper le souffle. Verlag Tredition, Hamburg 2017, ISBN 978-3-7439-2860-2, urn:nbn:de:101:1-201706054902 (französisch, übersetzt von Everest Girard).
- Die Akte Eisenstadt. Hentrich und Hentrich, Leipzig 2018, ISBN 978-3-95565-294-4.
- Was die Väter erzählten, Berichte aus dem Holocaust. Hentrich und Hentrich, Leipzig 2018, ISBN 978-3-95565-295-1.
- Tanz der Vexiere, Roman. Münster Verlag, Basel 2019, ISBN 978-3-907146-23-1.
- Mischa Turow, Roman. Adelaide Books, New York 2019, ISBN 978-1-949180-93-0.
- Jewish Stories, Kurzgeschichten. Adelaide Books, New York 2019, ISBN 978-1-951214-62-3.
- Eisenstadt File, Roman. Adelaide Books, New York 2019, ISBN 978-1-950437-47-4.
- Mischa Turow, Roman. Aber Verlag, Wilen 2020, ISBN 978-3-907299-00-5.
- Die Akte Eisenstadt, Roman, 2. ergänzte Auflage. Aber Verlag, Wilen 2020, ISBN 978-3-907299-01-2.